# Albert Bürklin (Schriftsteller)

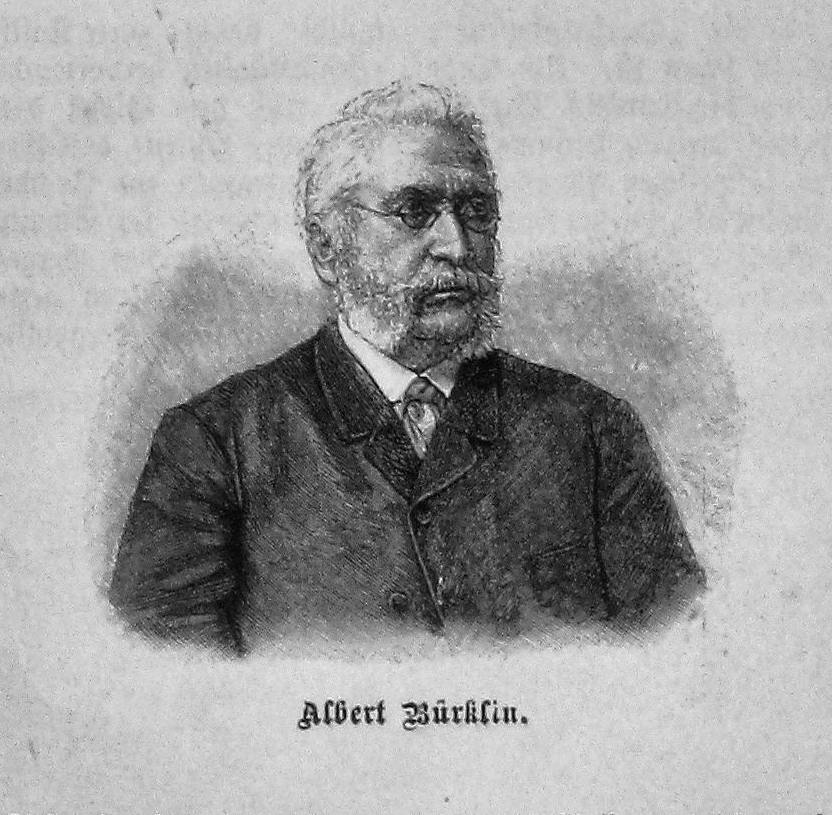
Albert Bürklin

Albert Bürklin (* 1. April 1816 in Offenburg; † 8. Juli 1890 in Karlsruhe) war ein Baumeister, Ingenieur und Schriftsteller sowie ein liberaler Abgeordneter im badischen Landtag in Karlsruhe.

## Leben und Wirken
Albert Bürklin war ein wohlhabender Großgrundbesitzer und Vater des späteren Landtags- und Reichstagsabgeordneten sowie Karlsruher Theaterintendanten Geheimrat Albert Bürklin. Bürklin war bis 1858 als Eisenbahninspekteur im Staatsdienst tätig. Daran anschließend wurde er zum Leiter des Eisenbahnamts der Stadt Karlsruhe berufen. Bürklin plante die Trasse der Maxaubahn, die unter seiner Ägide von 1860 bis 1862 gebaut wurde. Er war neben dem  Verleger und Buchhändler Moritz Schauenburg maßgeblich an der Gründung des am 25. Mai 1885 in Lahr als „Deutsches Reichswaisenhaus“ eröffneten ersten deutschen Volkswaisenhauses beteiligt, in dem Kinder aus allen Teilen Deutschlands und des Auslandes ungeachtet ihrer Konfessionen aufgenommen wurden.
Albert Bürklin wurde auf dem Hauptfriedhof Karlsruhe beigesetzt. Das Bürklin’sche Mausoleum auf dem Hauptfriedhof wurde von seinem Sohn in Auftrag gegeben und diente der Familie bis zum Jahr 1963 als Begräbnisstätte.

## Werke
- Der Kanzleirath oder Bilder aus dem Familienleben eines Subaltern-Beamten. Mt einem neuen Anhang: Wie des Kanzleiraths Budget, nachdem seine Besoldung um hundert Gulden erhöht worden, sich gestaltet hat. Ernst-humoristischer Beitrag zur Besoldungsfrage. 5. Auflage Metzler, Stuttgart 1859. (Digitalisat)
- Toni und Madlein. Eine Erzählung. Schauenburg, Lahr 1863. (Digitalisat)
- Der erste Schritt zur Praxis. Schwank in 1 Akte. Schauenburg, Lahr 1883.
- Diem perdidi. Eine wahre Geschichte. Schauenburg, Lahr 1884.
- Der Kanzleirath, 1856, neu bearbeitet 1886.
- Des armen Steffe-Marte’s Schiller-Feier. Schauenburg, Lahr 1887.
- Der Bahnwärter Martin oder Ein Weihnachts-Abend. Schauenburg, Lahr 1890.
- Herausgeber 1858–1878 des Lahrer Hinkenden Boten

## Ehrungen
Die Bürklinstraße in Karlsruhe ist nach Albert Bürklin benannt.